# Henning Bothe
Henning Bothe (geb. 1952) ist ein deutscher Germanist und Schriftsteller.

## Leben
Bothe studierte Germanistik, Politikwissenschaft, Philosophie und Publizistik an der Universität Hannover und der Universität Göttingen und wurde 1991 in Hannover mit einer Arbeit zur Rezeptionsgeschichte Hölderlins promoviert. Er unterrichtete als Studienrat an einem Gymnasium in Stadthagen, als Lehrbeauftragter an der Universität Hannover und in Hildesheim sowie in der Lehrerfortbildung.

## Publikationen
- Ein Zeichen sind wir, deutungslos. Die Rezeption Hölderlins von ihren Anfängen bis zu Stefan George. Zugl. Dissertation, Metzler, Stuttgart 1992, ISBN 3-476-00822-3.
- Dichterbilder. Hölderlindeutungen im Wandel der Zeit. In: Michael Nüchtern (Hrsg.): Traurigfroh wie das Herz. Friedrich Hölderlin zum 150. Todesjahr. Konferenzschrift (= Herrenalber Forum Bd. 8), Verlag Evangelischer Presseverband für Baden, Karlsruhe 1993, ISBN 3-87210-107-2, S. 11–41.
- Hölderlin. Zur Einführung. Junius, Hamburg 1994, ISBN 3-88506-904-0.
- Gegen-Licht. Spaziergänge durch die philosophische Postmoderne mit einem Versuch, ihre pädagogische Bedeutung zu klären. In: Neue Sammlung (32/1992), S. 331–344.
- Jovialität. Anmerkungen zu Hölderlins Ode Natur und Kunst oder Saturn und Jupiter. In: Hölderlin-Jahrbuch (30/1996–1997), S. 226–234.
- Vom Versuch, ein deutscher Tyrtäus zu sein. Notizen zum Verhältnis von Dichtung, politischer Tat und Nationalbewusstsein bei Hölderlin. In: Text und Kritik, Sonderband (7/1996), S. 118–131.
- Politische Korrektheit als Dekadenzphänomen. Anmerkungen zu Dietrich Schwanitz‘ Roman Campus und einem Verriss. In: Sprache und Literatur (27/1996), S. 73–83.
- Abstand von den Siegern. Die letzten Aufzeichnungen Clemens Annenbergs (August-Dezember 1999). Roman, Rübenberger Verlag, Neustadt a. R. 2015, ISBN 978-3-936788-19-8.
- Fünf Bagatellen über eine Verführung. Roman, Diotima Verlag, Wuppertal 2016, ISBN 978-3-945315-08-8.
- Der Kalender des Zeltmachers. Paulus, Nero und die babylonischen Bilder Hollywoods. Roman, Diotima Verlag, Wuppertal 2021, ISBN 978-3-945315-20-0.
- Paulus von Tarsos. Blicke eines Philologen auf eine epochale Gestalt. res publica Wissenschaftsverlag, Eberswalde 2023, ISBN 978-3-95968-089-9.
- Portugiesische Novelle, PROOF Verlag Erfurt, Erfurt 2024, ISBN 978-3-949178-31-3